# ادادو
ادادو در سومالی است که در جلجدود‌ واقع شده‌است.